# 新阳郡 (南齐)
新阳郡，中国南北朝时设置的郡。
南朝齐齐高帝建元元年（479年），在今湖北省襄阳市附近建立新阳郡。下辖东平林县、头章县、新安县、朗城县、新市县、新阳县、武安县、西林县，一共八县。属于宁蛮府，南梁废除新阳郡。